# Уленкуль
Уленкуль (рос. Уленкуль) — село у Большереченському районі Омської області Російської Федерації.
Орган місцевого самоврядування — Уленкульське сільське поселення. Населення становить 613 осіб.

## Історія
Згідно із законом від 30 липня 2004 року органом місцевого самоврядування є Уленкульське сільське поселення.

## Населення
| 1926 | 2002 | 2010 |
| ---- | ---- | ---- |
| 326  | ↗683 | ↘613 |